# Beit Wazan
Beit Wazan (àrab: بيت وزن, Bayt Wazan) és un vila palestina de la governació de Nablus, a Cisjordània, al nord de la vall del Jordà, 4,5 kilòmetres a l'oest de Nablus. Segons l'Oficina Central Palestina d'Estadístiques tenia 1.120 habitants el 2007.

## Etimologia
Beit Wazan vol dir en àrab «la casa d'Udhen». Udhen també es pot escriure Uden, Uzen o Awzan. Actualment el nom local és Wazan. Segons el consell de vila de Beit Wazan, Wazan era el nom de l'esposa d'un dels antics caps de la vila.

## Història
Les troballes arqueològiques indiquen traces d'un assentament croat a Beit Wazan al segle xii.

### Època otomana
Beit Wazan, com la resta de Palestina, va ser incorporada a l'Imperi Otomà en 1517, i en el cens de 1596 el poble va aparèixer sota el nom de Bayt Awzan com a part de la nàhiya o subdistricte de Jabal Qubal del liwà o districte de Nablus. Tenia una població de 52 famílies i 4 solters, tots musulmans. Pagaven una taxa fixa del 33.3% pels productes agrícoles com blat, ordi, cultius d'estiu, oliveres, cabres i ruscs; vinyes i arbres fruiters, a més dels ingressos ocasionals; un total de 13.000 akçe.
Al segle xvii els membres de la tribu àrab Bani Ghazi van emigrar a Beit Wazan des de Transjordania. La branca Qasim de la tribu es va establir a Beit Wazan i a Deir Istiya,com a vila tron des d'on exercia el poder al subdistricte de Jamma'in de Jabal Nablus. A la vila hi havia el palau del clan Qasim, construït en 1820, i era fortament fortificada. El cap del clan a començaments del segle xix, Qasim al-Ahmad, fou el principal líder al territori de la 1834 revolta de camperols de 1834 a Palestina. Quan el governador egipci Ibrahim Paixà va derrotar els rebels de Jabal Nablus, va destruir Beit Wazan. En 1838, Edward Robinson la va assenyalar amb el nom de Beit Uzin.
En 1882 el Survey of Western Palestine del Fons per a l'Exploració de Palestina la va relacionar com una vila del subdistricte de Jurat 'Amra i l'anomenà Beit Udhen (Uden o Uzen). La descrivien com «una vila molt més petita que Beit Iba, situada al vessant sobre d'ella. Tenia un pou a la banda est, i una deu en el vessant del turó cap a l'oest.» Els residents de la vila van establir lligams comercials amb la família Asi de Nablus al pas del segle xix al xx. La gent de Beit Wazan venia als mercaders 'Asi cebes de llurs magatzems a Nablus i els Asi ajudaven la gent de Beit Wazan amb transaccions comercials a la ciutat negociant preus pels béns, que anava des de teixits fins a manufactures de coure.

### Època moderna
Després de la derrota de l'Imperi Otomà a Palestina el 1917, els xeics van abandonar el palau de Qasim i es van traslladar a Nablus. El palau va patir nombrosos danys a causa del terratrèmol de Jericó de 1927. Va restar abandonat encara que pertanyia als membres del clan Qasim. Actualment està llogat a la Universitat Nacional An-Najah de Nablus.
El 1997 es va establir un consell de vila a Beit Wazan per administrar els afers civils locals. Opera en cooperació amb el Comitè Coordinador Conjunt, que també inclou els consells de les viles de Beit Iba i Zawata. El 2003 el palau Qasim va ser renovat i és usat per la Universitat com a Centre de Desenvolupament Urbà i Regional. El 2010 es va utilitzar com a escenari pel concert del grup de rap DAM.

## Geografia
Beit Wazan està situada a un pendent i la seva elevació mitjana és de 563 metres sobre el nivell del mar. Es troba a 4,56 quilòmetres a l'oest de la ciutat de Nablus. És adjacent a Juneid i Rafidia, tots dos barris del sud de Nablus. També està prop de Beit Iba i Zawata al nord, Tell al sud, Sarra al sud-oest i Qusin a l'oest.

## Demografia
Al cens de Palestina de 1922 durant el Mandat Britànic de Palestina Beit Wazan tenia 270 musulmans, que va baixar lleugerament a 253 en el cens de 1931. En un cens territorial de 1945, la vila tenia 310 habitants, tots musulmans.
Al cens de 1997 elaborat per l'Oficina Central Palestina d'Estadístiques (PCBS), Beit Wazan tenia 837 habitants, dels que 35 eren refugiats palestins. En el cens de 2007 la vila tenia 1.057 habitants (518 homes, 539 dones) que vivien en 207 llars. La mitjana d'habitants familiars per llar era de cinc membres. Les dues famílies més extenses de Beit Wazan actualment sóns els Abu Eisheh i els Abd al-Haq.